# H. J. Gillespie
H. J. Gillespie (siglo XIX - 1950) fue un militante socialista británico que también fue un prominente activista a favor del movimiento por el sufragio femenino.

## Biografía
Gillespie se unió a la Sociedad Fabiana en 1911 y pronto saltó a la fama, como secretario honorario de su Departamento de Investigación en 1913. Ese año, también fue elegido como uno de los miembros ejecutivos de la Liga de Hombres por el Sufragio de las Mujeres y de la Sociedad de Nacionalización Ferroviaria.
Fue uno de los fundadores del movimiento por el sufragio femenino en el Reino Unido llamado United Suffragists, junto con la líder y sufragista Agnes Harben y su esposo, y fue el tesorero de la asociación en 1914. Gillespie posteriormente se unió a la Royal Field Artillery para luchar en la Primera Guerra Mundial, ascendiendo hasta convertirse en comandante, y recibiendo la Orden del Servicio Distinguido.
Gillespie continuó apoyando al movimiento obrero una vez terminada la guerra, escribiendo su testimonio para el Daily Herald, pero luego se alejó del movimiento, y lo explicó en su libro, Why I Gave Up Socialism (Por qué renuncié al socialismo).
En la década de 1930, fue secretario de la Asociación Minera de Gran Bretaña.